# Ian Hill
Ian Frank Hill (* 20. ledna 1952, West Bromwich) je anglický baskytarista, jeden ze zakladatelů heavymetalové skupiny Judas Priest. 

## Kariéra
Původně hrál na kontrabas, a to po vzoru svého otce, který hrál v lokálních jazzových uskupeních. Když mu bylo patnáct, jeho otec zemřel, nicméně lekce na kontrabas se na dlouho staly základem jeho hraní. Je známý díky pevné a melodické hře na baskytaru, který tvoří ideální pozadí pro metalové skladby jeho skupiny. Po odchodu K. K. Downinga v roce 2011 je jediným původním členem skupiny, který s ní stále vystupuje. V roce 1976 se oženil se sestrou zpěváka Judas Priest Roba Halforda jménem Sue. V roce 1980 se jim narodil syn Alex. Rozvedli se v roce 1984. Později se oženil ještě dvakrát. Je velkým fanouškem fotbalového klubu West Bromwich Albion FC. Během koncertu stojí na jednom místě, ostatní členové kapely chodí po pódiu, ale Ian zůstává stále v pozadí.

## Vybavení
Hill v 70. a 80. let hrál na Fender Jazz Bass. V polovině 80. let přešel ke značce Hamer. Koncem 80. let přešel k firmě Spector a používá signovaný model Euro4, který se vyrábí v Česku a následně se posílá do USA, kde se přidají snímače, kobylka, struny, zvukové kontrolky, ladící klíče a poté se posílají do světa.
Hill během své kariéry použil mnoho zesilovačů, ale od konce 90. let používá převážně zesilovače SWR. Během koncertů hraje na pedálový syntezátor.